# HMS Roberts (1915)
HMS Roberts – brytyjski monitor z okresu I wojny światowej, jedna z czterech jednostek typu Abercrombie. Okręt miał wyporność 6150 ton i osiągał prędkość 6,5 węzła, a jego główne uzbrojenie stanowiły dwa działa kalibru 356 mm produkcji amerykańskiej, uzupełniane przez artylerię mniejszego kalibru. Zwodowany 15 kwietnia 1915 roku w stoczni Swan Hunter & Wigham Richardson w Wallsend, został wcielony do służby w Royal Navy 14 czerwca 1915 roku. Początkowo okręt miał otrzymać nazwę upamiętniającą amerykańskiego konfederackiego generała Thomasa Jacksona, jednak ostatecznie nazwano go na cześć XIX-wiecznego brytyjskiego marszałka Fredericka Robertsa.
Okręt wziął czynny udział w działaniach wojennych na Morzu Śródziemnym, uczestnicząc m.in. w kampanii dardanelskiej, a po powrocie na Wyspy Brytyjskie pełnił służbę dozorową w Great Yarmouth. HMS „Roberts” został wycofany ze służby 26 maja 1919 roku, a w roku następnym rozbrojony. Od 1925 roku wykorzystywany był jako maszt kotwiczny i stacja paliwowa dla sterowców, a w latach 30. XX wieku służył do testów nowych rozwiązań ochrony podwodnej części kadłuba. W 1936 roku monitor został sprzedany i następnie złomowany.

## Historia powstania
Wojna światowa, która wybuchła w sierpniu 1914 roku, unaoczniła nieprzygotowanie do walki niemal wszystkich uczestniczących w nim flot, w tym brytyjskiej Royal Navy. Gdy 30 października po raz drugi w swym życiu Pierwszym Lordem Morskim został John Arbuthnot Fisher, z właściwą sobie energią zaczął realizować nowe koncepcje strategiczne, zakładające m.in. plan przeprowadzenia desantu na niemieckim wybrzeżu Bałtyku siłami armii rosyjskiej wspartej przez flotę brytyjską, co wiązało się z forsowaniem przez Royal Navy Cieśnin Duńskich. Planowane działania wymagały posiadania okrętów artyleryjskich o dużej sile ognia, mogących wspomóc lądowanie sił desantowych, oraz niewielkim zanurzeniu, zdolnych do działań na wodach przybrzeżnych. W rezultacie projektanci rozpoczęli prace nad wielkimi krążownikami typu Courageous oraz mniejszymi, znacznie prostszymi okrętami dysponującymi silniejszym uzbrojeniem od kanonierek – monitorami. Zadaniem tych ostatnich miało być także uczestnictwo w operacji zaplanowanej przez Pierwszego Lorda Admiralicji Winstona Churchilla, która zakładała zdobycie cieśnin tureckich, co umożliwić miało transport zaopatrzenia do Rosji przez Morze Czarne. Wobec stabilizacji frontu zachodniego, opartego na północy o wybrzeże kanału La Manche, nowo projektowane monitory potrzebne były także jako okręty wspierające obronę wojsk Ententy, mające zastąpić zbyt narażone na uszkodzenie lub nawet utratę okręty liniowe. Innym pomysłem na ich użycie było wsparcie sił mających zdobyć wyspę Borkum.
3 listopada 1914 roku wizytę w Wielkiej Brytanii złożył Charles M. Schwab, prezes amerykańskiego koncernu Bethlehem Steel, spotykając się m.in. z Fisherem i Churchillem. Poza zawarciem kontraktu na budowę w neutralnych wówczas Stanach Zjednoczonych 20 okrętów podwodnych dla Royal Navy, Schwab zaoferował Admiralicji nabycie czterech niemal ukończonych wież artyleryjskich z armatami kalibru 356 mm (14 cali), zamówionych przez Grecję dla budowanego w Niemczech pancernika „Salamis”. 10 listopada Brytyjczycy przyjęli ofertę i zakupili osiem dział, cztery podwójne łoża, cztery opancerzone wieże, dwa zestawy opancerzonych barbet i po 500 sztuk pocisków i ładunków miotających na lufę, z zamiarem wykorzystania na mających dopiero powstać monitorach, nazwanych wstępnie typem Styx.

## Projekt i budowa
Trzeci Lord Morski, kontradmirał F.C.T. Tudor zlecił szefowi Departamentu Budowy Okrętów (ang. Department of the Director of Naval Construction), którym był Eustace Tennyson d’Eyncourt, skonstruowanie opancerzonego okrętu artyleryjskiego o zanurzeniu nieprzekraczającym 3,05 metra, o maksymalnej ochronie przed torpedami i minami, osiągającego prędkość 10 węzłów i uzbrojonego w amerykańską wieżę z dwoma armatami kalibru 356 mm. Już 6 listopada powstał wstępny projekt okrętu o wyporności około 6000 ton, stworzony przez A.M. Worthingtona, a trzy dni później jego dopracowaniem zajął się Charles S. Lillicrap. Ważnym elementem ochrony przeciwpodwodnej były tzw. „bąble” przeciwtorpedowe, zwiększające szerokość o 4,58 metra z każdej burty; zastosowanie tych elementów jednak nie tylko zmniejszało prędkość i manewrowość, ale też powodowało problemy z budową jednostek tego typu (odpowiednia infrastruktura stoczniowa) czy ich późniejszym dokowaniem. 17 listopada były gotowe linie teoretyczne kadłuba, na podstawie których w ośrodku Admiralty Experiment Works w Haslar koło Portsmouth powstał model, przeznaczony do prób przeprowadzonych w basenie testowym. Badania modelu wykazały, że zakładana moc siłowni (2000 KM) nie zapewni osiągnięcia prędkości 10 węzłów, wskazywano też na potrzebę zmiany kształtu kadłuba; lecz ponieważ stocznia już rozpoczęła prace nad budową prototypowej jednostki, proponowane zmiany zostały odrzucone.
Monitor zbudowany został w stoczni Swan Hunter & Wigham Richardson w Wallsend, pod numerem stoczniowym 991. Stępkę okrętu położono 17 grudnia 1914 roku, a jego kadłub zwodowany został 15 kwietnia 1915 roku. W lutym 1915 roku do stoczni dotarły przewiezione z USA działa głównego kalibru i rozmontowana wieża, która została złożona w zakładach Armstrong Whitworth’s Elswick Ordnance Company.
Początkowo, w lutym 1915 roku jednostce nadano oznaczenie alfanumeryczne M4, po czym w tym samym miesiącu otrzymał nazwę „Stonewall Jackson”, na cześć amerykańskiego konfederackiego generała Thomasa Jacksona. Władze USA wystosowały jednak protest, powołując się na swą neutralność, więc 31 maja monitor powrócił do pierwotnego oznaczenia M4. 19 czerwca za aprobatą króla Jerzego V okręt nazwano „Earl Roberts”, na cześć XIX-wiecznego brytyjskiego marszałka polnego Fredericka Robertsa. Trzy dni później, 22 czerwca nazwę skrócono do „Roberts”.
Koszt okrętu wyniósł około 550 000 £, na co składało się 215 000 £ za budowę i wyposażenie jednostki w stoczni i 335 000 £ za importowane uzbrojenie wraz z amunicją.
21 maja 1915 roku dowództwo jednostki objął komandor (ang. Captain) P.N. Garnett. Prace na monitorze zakończyły się ostatecznie 8 czerwca .

## Dane taktyczno-techniczne

### Charakterystyka ogólna
HMS „Roberts” był monitorem o wysokim, płaskim kadłubie o masie 2091 ton, wewnątrz którego znajdowały się trzy ciągłe pokłady: górny, główny i ładowni. Na osiągającym ¾ długości kadłuba płaskim pokładzie dziobowym znajdowały się opancerzone stanowisko dowodzenia, wieża artyleryjska, trójnożny maszt oraz pojedynczy komin. Umiejscowienie stanowiska dowodzenia przed wieżą artyleryjską okazało się niefortunne, więc przeniesiono je na platformę reflektora bojowego umieszczoną w połowie wysokości masztu, co jednak spowodowało jego zadymianie. Podczas pierwszego remontu podwyższono więc komin o 3,66 metra (12 stóp), by rozwiązać ten problem. Górny pokład był częściowo otwarty z obu burt i znajdowały się na nim m.in. kuchnie i toalety; pozostałe dwa pokłady mieściły maszynownię, kotłownię wraz z mechanizmami pomocniczymi, zasobnie węglowe, komory amunicyjne, magazyny i pomieszczenia mieszkalne. Integralną częścią kadłuba, zastosowaną po raz pierwszy na brytyjskich okrętach, były umieszczone na poziomie pokładu ładowni tzw. „bąble” przeciwtorpedowe o szerokości 4,58 metra każdy, składające się z dwóch części oddzielonych grodzią o grubości 38 mm (1,5 cala): wodoszczelnej zewnętrznej o szerokości 2,05 metra oraz otwartej wewnętrznej wypełnionej wodą morską, wpływającą przez otwory w poszyciu, o szerokości 1,53 metra. Wzdłuż „bąbla” zamocowana była linka stalowa, mająca chronić kadłub przed minami kotwicznymi.
Okręt miał długość całkowitą wynoszącą 102 metry (97,54 metra między pionami), szerokość całkowitą 27,5 metra (z „bąblami”; szerokość samego kadłuba wynosiła 18,29 metra) i zanurzenie 3,05 metra. Wyporność pełna wynosiła 6150 długich ton), a lekka 5300 ts.
Załoga okrętu składała się początkowo z 198 osób – 12 oficerów oraz 186 podoficerów i marynarzy. Kabiny oficerskie znajdowały się na pokładzie głównym w części rufowej, a pomieszczenia dla podoficerów i marynarzy na tym samym poziomie na śródokręciu i dziobie. Były to duże, wieloosobowe sale przeznaczone jednocześnie do spania, spożywania posiłków i rekreacji, w których każdy członek załogi miał swój hamak, miejsce do siedzenia i szafkę na rzeczy osobiste; ogrzewane były piecykami węglowymi i miały wentylację mechaniczną. Instalacja dodatkowego uzbrojenia podczas wojny spowodowała wzrost liczebności załogi do 208 osób.

### Urządzenia napędowe
Siłownię jednostki stanowiły dwie maszyny parowe potrójnego rozprężania o łącznej mocy 1800 KM przy 180 obr./min, wyprodukowane w zakładach Neptune Engine Works, do których parę dostarczały dwa kotły wodnorurkowe Babcock & Wilcox o ciśnieniu roboczym 14 kG/cm², opalane węglem. Maszyny parowe miały cylindry o średnicy 343 mm (13,5 cala), 559 mm (22 cale) i 914 mm (36 cali), a skok tłoków wynosił 686 mm (27 cali). Okręt napędzały dwie trójłopatowe śruby o średnicy 2,29 metra każda i skoku 2,59 metra; miał dwa równoległe stery. Maksymalna prędkość okrętu wynosiła 6,5 węzła. Normalny zapas węgla wynosił 200 ton, a maksymalny 380 ton, co pozwalało osiągnąć zasięg wynoszący 1340 Mm przy prędkości 6 węzłów. Zużycie paliwa wynosiło około 40 ton węgla i 5–9 ton wody kotłowej na dobę (podczas prób okręt spalał 2,25 funta węgla na godzinę pracy na 1 KM, co w przeliczeniu dawało 48 ton na dobę). Masa układu napędowego z zapasem wody kotłowej wynosiła 376 ton.
Energię elektryczną wytwarzały dwa generatory elektryczne o mocy po 200 kW, napędzane głównymi silnikami parowymi zużywającymi moc 300 KM na każdy generator.

### Uzbrojenie i jego modyfikacje
Główną bronią artyleryjską monitora były dwa działa kalibru 356 mm BL Mark II L/45 produkcji zakładów Bethlehem Steel, umieszczone w obrotowej pancernej wieży. Działa miały stanowić uzbrojenie budowanego na greckie zamówienie w Niemczech drednota „Salamis”, a w US Navy wyposażone w nie były pancerniki typów: New York, Nevada i Pennsylvania. Lufa miała długość 16,32 metra (45 kalibrów), w tym część gwintowana 15,82 metra. Masa lufy z zamkiem wynosiła 63,1 tony, a cała wieża z pancerzem i wyposażeniem ważyła 620 ton. Elektrycznie napędzana wieża mogła się obracać w zakresie kątów od 0° do 150° na każdą burtę z prędkością 100° na minutę, a kąt podniesienia lufy wynosił od -1° do +15°, regulowany z prędkością 4° na sekundę. Działa wykorzystywały amunicję rozdzielnego ładowania: pociski odłamkowo-burzące (HE) 4 C.R.H. o masie 615 kg, wystrzeliwane przy pomocy ładunku miotającego N.C.T. o masie 106 kg, który składał się z rurek z nitrocelulozy w jedwabnych woreczkach. Maksymalna donośność wystrzeliwanego z prędkością początkową 762 m/s pocisku wynosiła 18 200 metrów, a szybkostrzelność 1–2 strzały na minutę. Łączny zapas amunicji bojowej kalibru 356 mm wynosił 240 sztuk (na okrętach przewożono również 30 pocisków ćwiczebnych). Pociski i ładunki miotające znajdowały się w położonych na pokładzie ładowni komorach amunicyjnych, poniżej wodnicy; pociski były przechowywane w pozycji pionowej. Ogień dział artylerii głównej był kierowany za pomocą dalmierza, zainstalowanego na maszcie głównym.
W 1916 roku na rufowym końcu pokładu dziobowego zamontowano pojedyncze działo kalibru 152 mm (6 cali) QF Mark I L/40 na podstawie HA.
Na pokładzie górnym, pod pokładem dziobowym, zamontowano po obu stronach burt dwa pojedyncze działa kalibru 76,2 mm QF 12-pounder 18 cwt Mark I L/50 . Długość lufy o żywotności 1200 wystrzałów wynosiła 3,81 metra (50 kalibrów), a masa działa 914,4 kg. Działa wystrzeliwały pociski 2 C.R.H. HE o masie 5,63 kg za pomocą ładunku kordytu MD o masie 1,23 kg. Maksymalna donośność wystrzeliwanego z prędkością początkową 792 m/s pocisku wynosiła 8460 metrów, a szybkostrzelność 15 strzałów na minutę. Łączny zapas amunicji kalibru 76,2 mm wynosił 400 sztuk. W latach 1915–1916 działa kalibru 76,2 mm zostały przeniesione na pokład dziobowy i osadzone na podstawach typu HA, dzięki którym mogły prowadzić ogień do celów powietrznych.
Broń przeciwlotniczą stanowiły dwa pojedyncze działa kalibrów 47 i 40 mm, umieszczone odpowiednio po prawej i lewej stronie na końcu pokładu dziobowego. Działo kalibru 47 mm 3-pdr QF Mark I L/50, zamontowane na łożu HA Mark III, miało lufę o długości 2,35 metra (50 kalibrów) i masę 305 kg, a kąt podniesienia lufy wynosił od -5° do +80°. Działo wystrzeliwało pociski HE o masie 1,5 kg za pomocą ładunku kordytu o masie 0,38 kg. Maksymalna donośność pozioma wystrzeliwanego z prędkością początkową 784 m/s pocisku wynosiła 5120 metrów (pionowa 4570 metrów), a szybkostrzelność do 25 strzałów na minutę. Zapas amunicji kalibru 47 mm wynosił 500 sztuk. Działo kalibru 40 mm 2-pdr Vickers QF Mark II L/39 miało lufę o długości 1,57 metra (39 kalibrów) i masę 239 kg. Masa pocisku wynosiła 0,91 kg, a ładunek kordytu ważył 93 g. Szybkostrzelność wynosiła 200 strzałów na minutę, a donośność przy kącie podniesienia lufy 45° 6310 metrów. Zapas amunicji kalibru 40 mm wynosił 1000 sztuk. Po 1916 roku okręt otrzymał też dodatkowe działo kalibru 76,2 mm QF 20 cwt na podstawie przeciwlotniczej.
Broń artyleryjską uzupełniały cztery pojedyncze karabiny maszynowe Maxim kalibru 7,7 mm, o szybkostrzelności teoretycznej 450 strzałów na minutę i łącznym zapasie amunicji 20 000 sztuk, nominalnie zamontowane na górnym pokładzie, które jednak mogły zostać użyte na okrętowych łodziach. Łączna masa uzbrojenia wraz z amunicją wynosiła 845 ton.

### Opancerzenie
Głównym elementem opancerzenia okrętu był znajdujący się wewnątrz kadłuba, wykonany ze stali Kruppa skośny pas burtowy o grubości 102 mm (4 cale) i szerokości 3,66 metra, rozciągający się od wodnicy do pokładu górnego, zamknięty na obu końcach poprzecznymi grodziami o grubości również 102 mm. Stworzona w ten sposób pancerna cytadela chroniła pomieszczenia siłowni, trzon wieży artyleryjskiej oraz komory amunicyjne. Przedłużeniem skosu był wykonany ze stali Kruppa pionowy pancerz na wysokości „bąbla” przeciwtorpedowego, także o grubości 102 mm. Pokład dziobowy miał grubość 25 mm (1 cal), pokład górny na śródokręciu 51 mm (2 cale), a pokład główny na dziobie i rufie miał grubość 25 mm (wszystkie wykonane ze stali o podwyższonej wytrzymałości (ang. High Tensile – HT).
Maszyna sterowa chroniona był pancerzem o grubości 38 mm (1,5 cala). Stanowisko dowodzenia chronione było pancerzem o grubości 152 mm (6 cali) z boku i 63,5 mm (2,5 cala) z góry, a umieszczone na maszcie stanowisko kierowania ogniem miało ściany boczne i podest o grubości 25 mm. Wieże dział głównego kalibru opancerzone były od czoła płytami o grubości 254 mm (10 cali), ściany boczne i tylna miały grubość 178 mm (7 cali), a dach miał grubość 102 mm. Barbeta miała pancerz grubości 203 mm na odcinku od wieży do pokładu górnego, a poniżej jej grubość spadała do 51 mm. Łączna masa opancerzenia jednostki wynosiła 1852 tony, co stanowiło około 30% całkowitej masy jednostki.

### Wyposażenie
Jako środki ratownicze i komunikacyjne okręt miał na wyposażeniu dwa kutry i łódź motorową (wszystkie o długości 9,2 metra), zawieszone na żurawikach w rufowej części pokładu górnego, a także umieszczony na pokładzie dziobowym bączek o długości 4,9 metra i cztery tratwy ratunkowe Carley. Okręt był przystosowany do przenoszenia wodnosamolotu pokładowego do korygowania ognia artyleryjskiego, przechowywanego w stanie złożonym w znajdujących się za kominem dwóch pojemnikach o wymiarach 9,46 × 3,66 × 3,97 metra, opuszczanego i podnoszonego z wody przez dwa żurawiki.

## Służba

### I wojna światowa

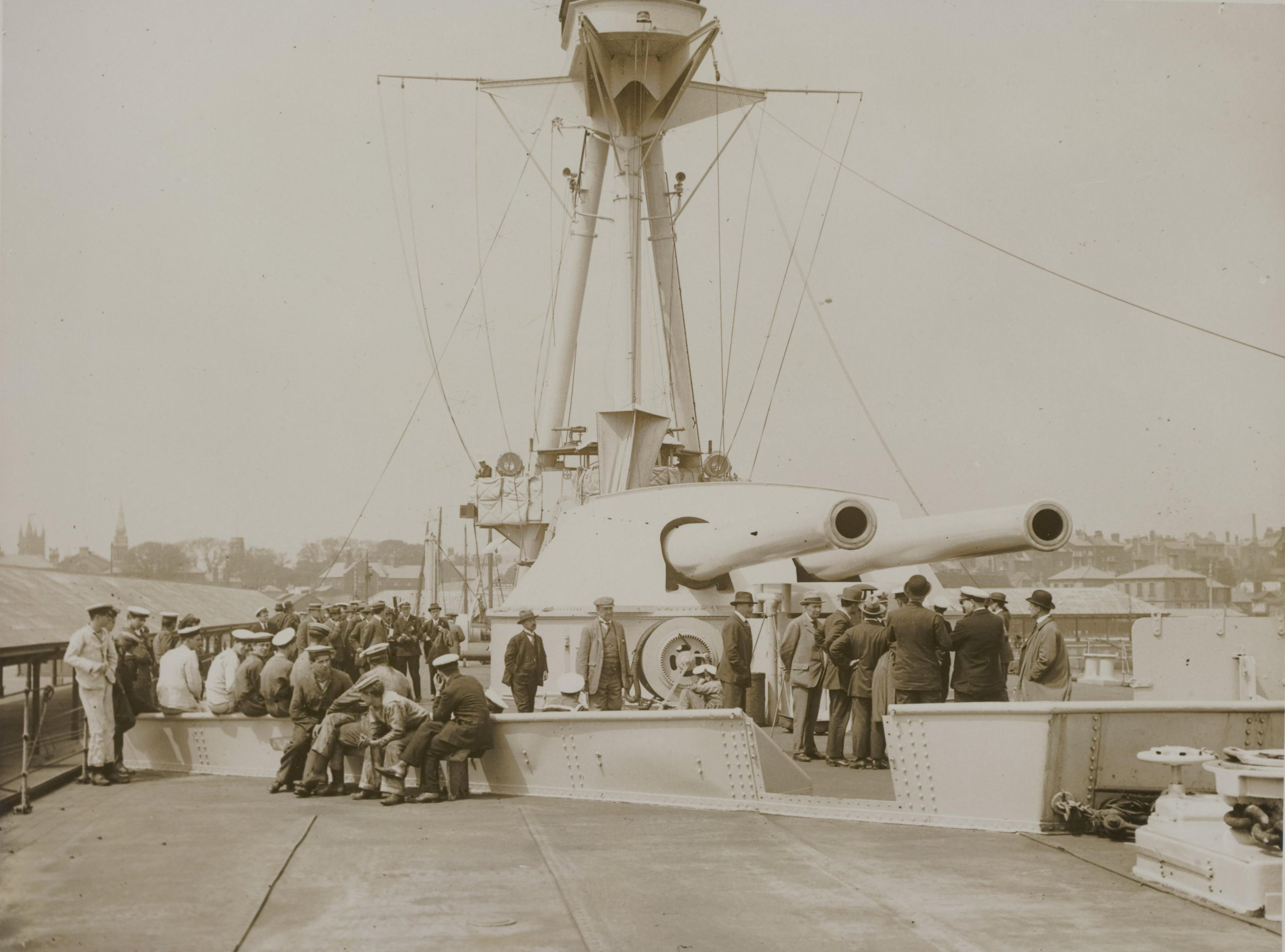
Dziennikarze na pokładzie monitora typu Abercrombie

#### Kampania dardanelska
7 czerwca Pierwszy Lord Admiralicji Arthur Balfour podjął decyzję o wysłaniu 15 monitorów, w tym wszystkich czterech typu Abercrombie na Morze Śródziemne, w celu wsparcia kampanii dardanelskiej. Po dokonaniu w kwietniu 1915 roku lądowania na Półwyspie Gallipoli, walczące na lądzie oddziały wymagały artyleryjskiego wsparcia ze strony okrętów, jednak po utracie jednego francuskiego („Bouvet”) i trzech brytyjskich pancerników („Irresistible”, „Ocean” i „Goliath”), postanowiono skierować do walki mniej wartościowe jednostki.
Okręt został wcielony do służby w Royal Navy 14 czerwca 1915 roku. 22 czerwca jednostka otrzymała ostateczną nazwę HMS „Roberts”. 28 czerwca, po przeprowadzonym w stoczni w Plymouth remoncie, monitor wyszedł w liczący około 3000 Mm rejs w rejon cieśnin tureckich, w towarzystwie krążownika HMS „Endymion”, który w celu zwiększenia tempa płynięcia kilkakrotnie brał na hol monitor. 10 lipca oba okręty dotarły na Maltę, a 15 lipca dopłynęły do głównej bazy alianckiej floty na Morzu Egejskim – Mudros. 
23 lipca HMS „Roberts” został skierowany na południe od wyspy Tavşan w celu prowadzenia ostrzału położonych na azjatyckim brzegu Dardaneli tureckich baterii. Okręt spędził tam pięć miesięcy, osłonięty klifem i otoczony sieciami przeciwtorpedowymi, prowadząc ogień na odległość 18 000 jardów kierowany telefonicznie z punktu obserwacyjnego ulokowanego na przylądku Helles na półwyspie Gallipoli. Podczas tego okresu służby „Roberts” otrzymał kilka trafień pociskami małego kalibru oraz stał się celem bombardowania ze strony tureckiego lotnictwa. We wrześniu wszystkie monitory typu Abercrombie weszły w skład I dywizjonu Eskadry Specjalnej. W tym samym miesiącu na pokładzie okrętu zaokrętowano wodnosamolot Short Type 166, używany do korygowania ognia artyleryjskiego. W październiku jednostka została uszkodzona po otrzymaniu dwóch trafień z pocisków kalibru 120 mm w pokład dziobowy i w „bąbel” przeciwtorpedowy. 16 grudnia „Roberts” został zastąpiony na pozycji pod Tavşan przez siostrzany monitor HMS „Havelock”.
W grudniu 1915 roku alianci podjęli decyzję o wycofaniu wojsk z Gallipoli, a monitory miały stanowić osłonę operacji ewakuacji znajdujących się na plażach 130 000 żołnierzy, zakończonej w nocy z 19 na 20 grudnia bez strat ludzkich. Na początku stycznia 1916 roku monitory „Roberts”, „Earl of Peterborough”, „Sir Thomas Picton”, M18 i M31 operowały pod Tavşan z zadaniem ostrzału tureckich baterii na azjatyckim brzegu.
Po ewakuacji wojsk alianckich z Dardaneli, w wyniku decyzji Admiralicji do Wielkiej Brytanii odesłano dwa siostrzane monitory – „Roberts” i „Havelock”, a „Abercrombie” i „Raglan” pozostały na Morzu Śródziemnym. Obie jednostki wyszły z Mudros 14 lutego i na holu węglowców dotarły w kwietniu do Portsmouth, gdzie trafiły na remont stoczniowy.

#### Dalsza służba na wodach macierzystych
Przeprowadzone rankiem 25 kwietnia bombardowanie Yarmouth i Lowestoft przez niemieckie krążowniki liniowe 1. Grupy Rozpoznawczej spowodowały przegrupowanie sił brytyjskich, które miało na celu uniemożliwienie przeprowadzenia przez Niemców podobnych akcji w przyszłości. Między innymi do obrony wschodniego wybrzeża Wielkiej Brytanii przerzucono obydwa wycofane z Morza Śródziemnego monitory typu Abercrombie – „Roberts” trafił do Great Yarmouth, a „Havelock” został skierowany do Lowestoft. „Roberts” przybył do Great Yarmouth 27 maja i od tego momentu zamaskowany okręt pełnił służbę dozorową, stacjonując u wejścia do zatoki w Gorleston-on-Sea. W tym czasie nowym dowódcą jednostki został kmdr por. (ang. Commander) K.G.B. Dewar. W 1916 roku na rufowym końcu pokładu dziobowego zamontowano pojedyncze działo kalibru 152 mm QF Mark I L/40 na podstawie przeciwlotniczej, o szybkostrzelności 6 strz./min. W czerwcu 1917 roku HMS „Roberts” przeszedł remont stoczniowy w Newcastle upon Tyne, a po jego zakończeniu został skierowany w rejon estuarium Tamizy, gdzie został dołączony jako jednostka rezerwowa do składu sił desantowych, przygotowujących się do lądowania na wybrzeżu Belgii. Operację jednak zarzucono i w październiku monitor wrócił pod Great Yarmouth. 28 listopada okręt otworzył ogień z działa kalibru 152 mm w kierunku przelatującego nieopodal miasta niemieckiego sterowca L 21, który został zestrzelony przez brytyjskie myśliwce. HMS „Roberts” pełnił służbę w Great Yarmouth do zakończenia wojny, przechodząc jedynie w lipcu 1918 roku do Portsmouth na remont.

### Po I wojnie światowej
26 maja 1919 roku w Immingham monitor został wycofany ze służby. W październiku 1920 roku jednostkę przeholowano do Portsmouth i rozbrojono, choć pozostawiono wieżę artylerii głównej wraz z działami. Monitor został wystawiony przez Royal Navy na sprzedaż w celu złomowania wraz ze 112 innymi przestarzałymi okrętami i został nabyty przez firmę T.W. Ward z Sheffield za kwotę 2,20 £ za tonę, jednak marynarka zamiast „Robertsa” przekazała T.W. Ward inny okręt, a jednostkę pozostawiono w Portsmouth do 1925 roku, kiedy to ponownie został przejęty przez marynarkę do celów eksperymentalnych. Monitor pełnił rolę masztu kotwicznego i stacji paliwowej dla sterowców, a na początku lat 30. XX wieku służył do testów nowych rozwiązań ochrony podwodnej części kadłuba, które zostały później wykorzystane przy projektowaniu m.in. lotniskowca „Ark Royal” czy pancerników typu King George V. W 1936 roku monitor został po raz drugi sprzedany firmie T.W. Ward za cenę około 11 000 £ i 19 września na holu holownika „Seaman” trafił do stoczni złomowej w Preston, gdzie został rozebrany.